# Feohnost Bodoreak
Feohnost Bodoreak (în ucraineană Феогност Бодоряк; n. 11 august 1989, Zelene, Verhovînskîi raion⁠(d), RSS Ucraineană, URSS) este un cleric ortodox ucrainean (Biserica Ortodoxă a Ucrainei), care, din 2 februarie 2024, ocupă funcția de episcop de Cernăuți și Bucovina.

## Biografie
Episcopul Feohnost s-a născut pe 11 august 1989 în Zelene, Verhovîna, într-o familie de huțuli, având numele de Iaroslav Ivanovîci Bodoreak. A studiat la Institutul Teologic din Ivano-Frankivsk, iar apoi, în 2008, a fost tuns în monahism. 
În 2022 a fost ales episcop de Bohorodceanî, vicar al Eparhiei de Ivano-Frankivsk. S-a aflat în această funcție până pe 2 februarie 2024, când a fost ales episcop de Cernăuți și Bucovina.

## Relația sa cu românii din nordul Bucovinei

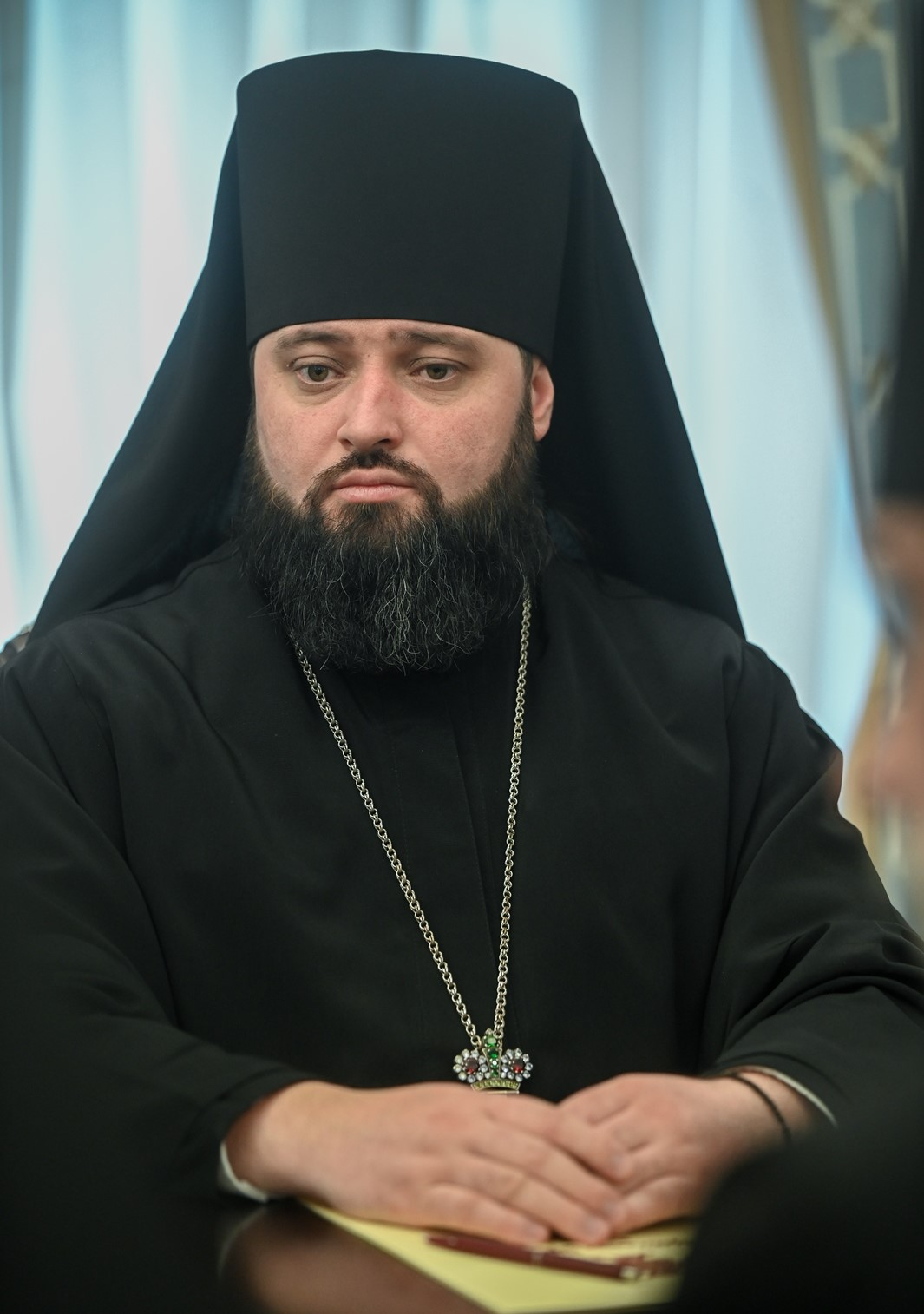
Feohnost Bodoreak în 2024

În 2019, Biserica Ortodoxă a Ucrainei a înființat un vicariat ortodox român în cadrul său, cu scopul de a atrage pe românii din regiunile Cernăuți, Transcarpatia și Odesa. Totuși, majoritatea covârșitoare a românilor a ales să rămână în cadrul Bisericii Ortodoxe Ucrainene, care, până la Invazia Rusiei în Ucraina, a fost subordonată Patriarhiei Moscovei, motivând frica de ucrainizare. La 3 aprilie 2025, doar o singură biserică românofonă din Storojineț trecuse la Biserica Ortodoxă a Ucrainei.
Episcopul Feohnost a invitat public, de mai multe ori, pe românii din Ucraina să adere la Biserica Ortodoxă a Ucrainei, în cadrul acestui nou vicariat. El a declarat că structura este în oglindă cu Vicariatul Ortodox Ucrainean din România, subordonat Patriarhiei Române, iar drepturile lor lingvistice și culturale vor fi respectate, ei nefiind subordonați lui, ci direct mitropolitului-primat Epifanie Dumenko. Episcopul Feohnost a mai declarat că vin enoriași de etnie română la Biserica ortodoxă „Sfânta Parascheva” din Cernăuți și că i-a întrebat dacă vor să se oficieze slujbe și în limba română, ei spunând că „nu e nevoie”.
Au existat însă momente tensionate între eparhia condusă de Feohnost și etnicii români. De exemplu, pe 17 iunie 2025, Catedrala mitropolitană din Cernăuți, unde se țineau și slujbe în limba română, a fost trecută de autoritățile ucrainene de sub jurisdicția Mitropoliei lui Meletie Egorenko sub Episcopia lui Feohnost, în ciuda opoziției enoriașilor, cel din urmă declarând „astăzi s-a oficiat aici prima slujbă în limba ucraineană”. Preluarea a fost violentă, având loc bătăi între vechii enoriași, inclusiv români, și susținătorii lui Feohnost, sprijiniți de trupele de forță ale autorităților. Mitropolitul Meletie a fost lovit în cap cu un obiect dur, în timpul confruntărilor. O soartă similară au avut și bisericile „Sfântul Nicolae” și „Sf. Petru și Pavel”.
Un episod similar a avut loc în 2024, când Capela Mitropoliților Bucovinei din Cernăuți, unde se țineau slujbe în limba română, a trecut din subordinea Mitropoliei lui Meletie sub Episcopia lui Feohnost. Enoriașilor și preotului Cristofor Gabor li s-a interzis intrarea în capelă. Gestul a fost condamnat de mai multe organizații românești din Ucraina, dar și de Patriarhia Română. Ulterior, într-un interviu din 2025, Episcopul Feohnost a declarat că la capelă se oficiază slujbe în ucraineană și română, fiind oficiate de un preot de etnie română, pe nume Gheorghe Basaraba.
Întrebat dacă soluția ar fi ca bisericile românești din Ucraina să treacă la Patriarhia Română, Feohnost a răspuns: „Mă îndoiesc că Biserica Ortodoxă Română ar vrea să încalce canoanele bisericești și să își creeze propria biserică în altă țară. Nu sunt ruși.” Mai mulți preoți români din regiunea Cernăuți au declarat pentru Radio Europa Liberă, sub protecția anonimatului, că vor fi trimiși pe front, dacă mai insistă cu afilierea la Patriarhia Română.
Organizațiile românești din Ucraina au cerut sprijinul președintelui român Nicușor Dan împotriva abuzurilor Bisericii Ortodoxe a Ucrainei, dar acesta nu a luat o poziție publică în acest sens.